# Kanton Vitrey-sur-Mance
Kanton Vitrey-sur-Mance (francouzsky Canton de Vitrey-sur-Mance) je francouzský kanton v departementu Haute-Saône v regionu Franche-Comté. Tvoří ho 19 obcí.

## Obce kantonu
- Betoncourt-sur-Mance
- Bourguignon-lès-Morey
- Charmes-Saint-Valbert
- Chauvirey-le-Châtel
- Chauvirey-le-Vieil
- Cintrey
- Lavigney
- Malvillers
- Molay
- Montigny-lès-Cherlieu
- Ouge
- Preigney
- La Quarte
- La Rochelle
- La Roche-Morey
- Rosières-sur-Mance
- Saint-Marcel
- Vernois-sur-Mance
- Vitrey-sur-Mance